# Le Port de Rabat
Le Port de Rabat – ou La Ville par temps gris – est un tableau réalisé par le peintre français Albert Marquet en 1935. Cette huile sur toile de 48,5 sur 60 cm est un paysage urbain qui représente le port de Rabat, au Maroc, aperçu depuis les terrasses de la ville, alors que le temps est couvert. L'œuvre appartient à la Société industrielle de Mulhouse et se trouve en dépôt au musée des Beaux-Arts de Mulhouse, à Mulhouse, dans le Haut-Rhin.